# Ettore Meini
Ettore Meini, né le 5 janvier 1903 à Cascina, dans la province de Pise, en Toscane et mort le 29 août 1961 à Pise, est un coureur cycliste italien. Professionnel de 1928 à 1935, il a remporté cinq étapes du Tour d'Italie ainsi qu'une étape du Tour de France 1934.

## Palmarès
- 1925
  - Coppa Pietro Linari
- 1926
  - Giro del Casentino
- 1928
  - Coppa Cavacciocchi
  - 2e de la Coppa Pietro Linari
- 1929
  - Coppa Zucchi
- 1930
  - Coppa Cavacciocchi
- 1931
  - 6e étape du Tour d'Italie
  - Tour d'Ombrie
  - Tour de Romagne
  - 3e de la Coppa Zucchi
- 1932
  - Milan-La Spezia
  - 10e et 12e étapes du Tour d'Italie
  - 4e étape du Tour de Catalogne
  - 1re et 3e étapes de Barcelone-Madrid
- 1933
  - 14e et 15e étapes du Tour d'Italie
- 1934
  - 19e étape du Tour de France

## Résultats sur les grands tours

### Tour d'Italie
5 participations
- 1931 : 31e, vainqueur de la 6e étape
- 1932 : 40e, vainqueur des 10e et 12e étapes
- 1933 : 51e, vainqueur des 14e et 15e étapes
- 1934 : 27e
- 1935 : abandon (9e étape)

### Tour de France
1 participation
- 1934 : 29e, vainqueur de la 19e étape